# Haan Lajos

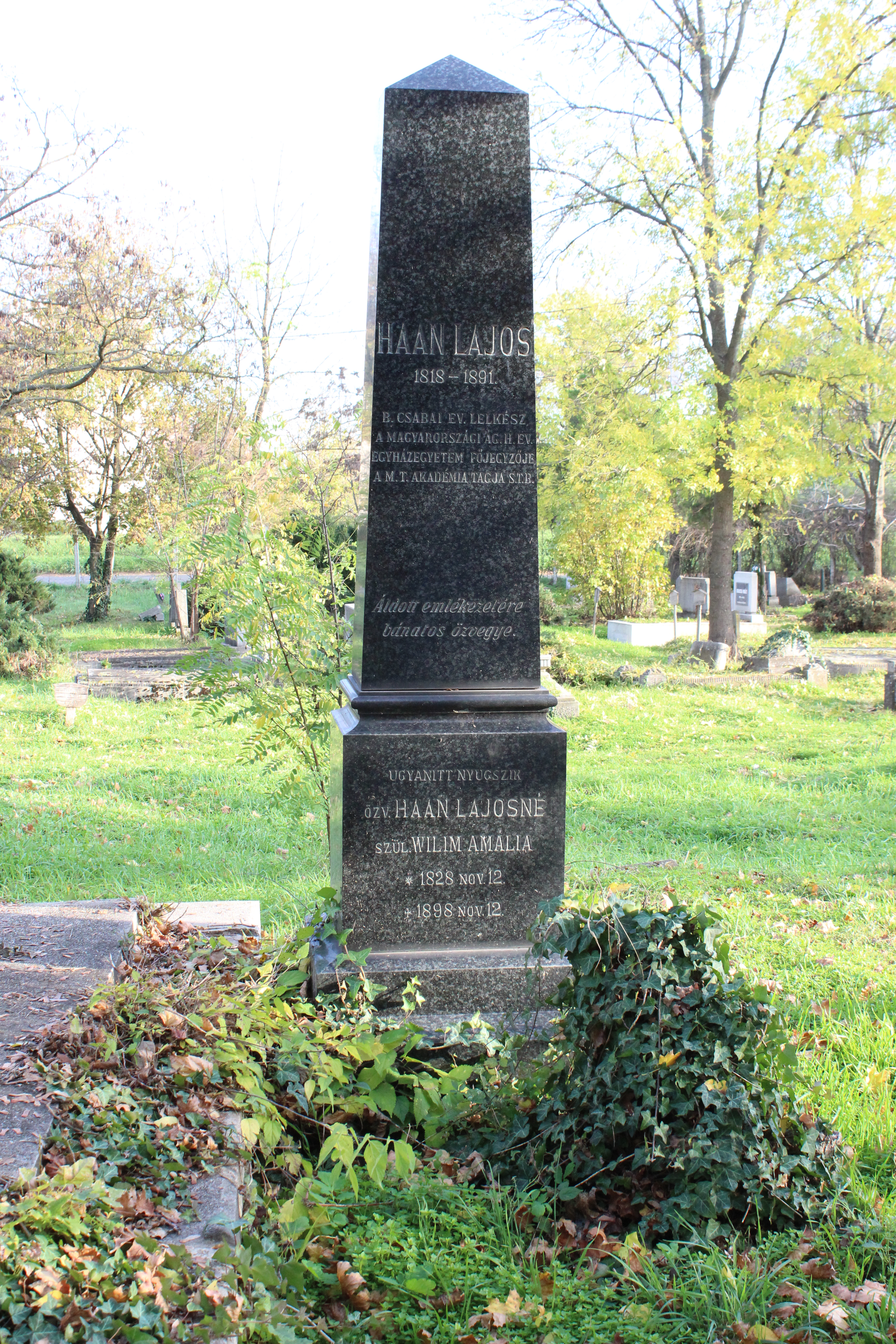
Haan Lajos sírja Békéscsabán, a Kastélyi temetőben

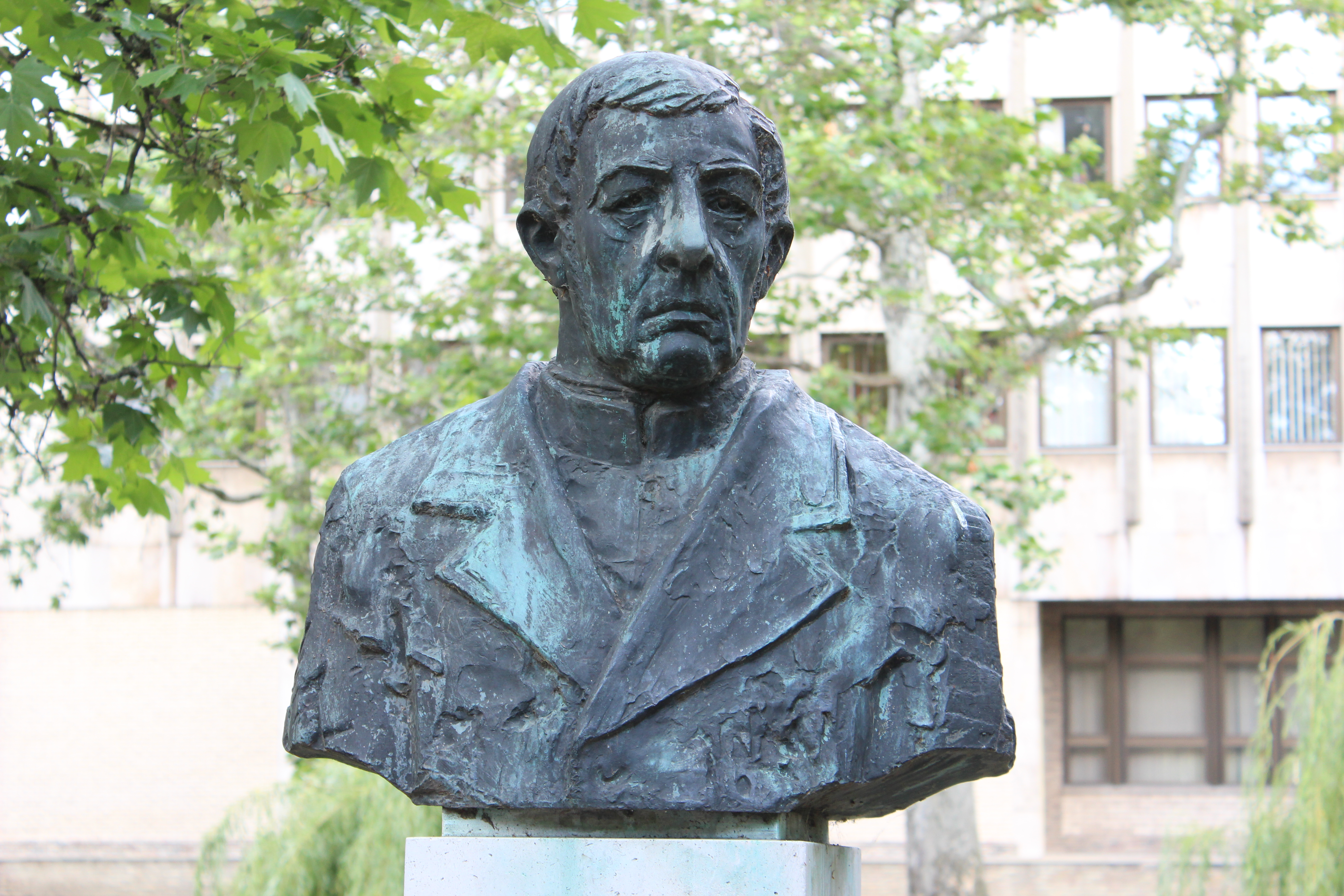
Mellszobra Békéscsabán

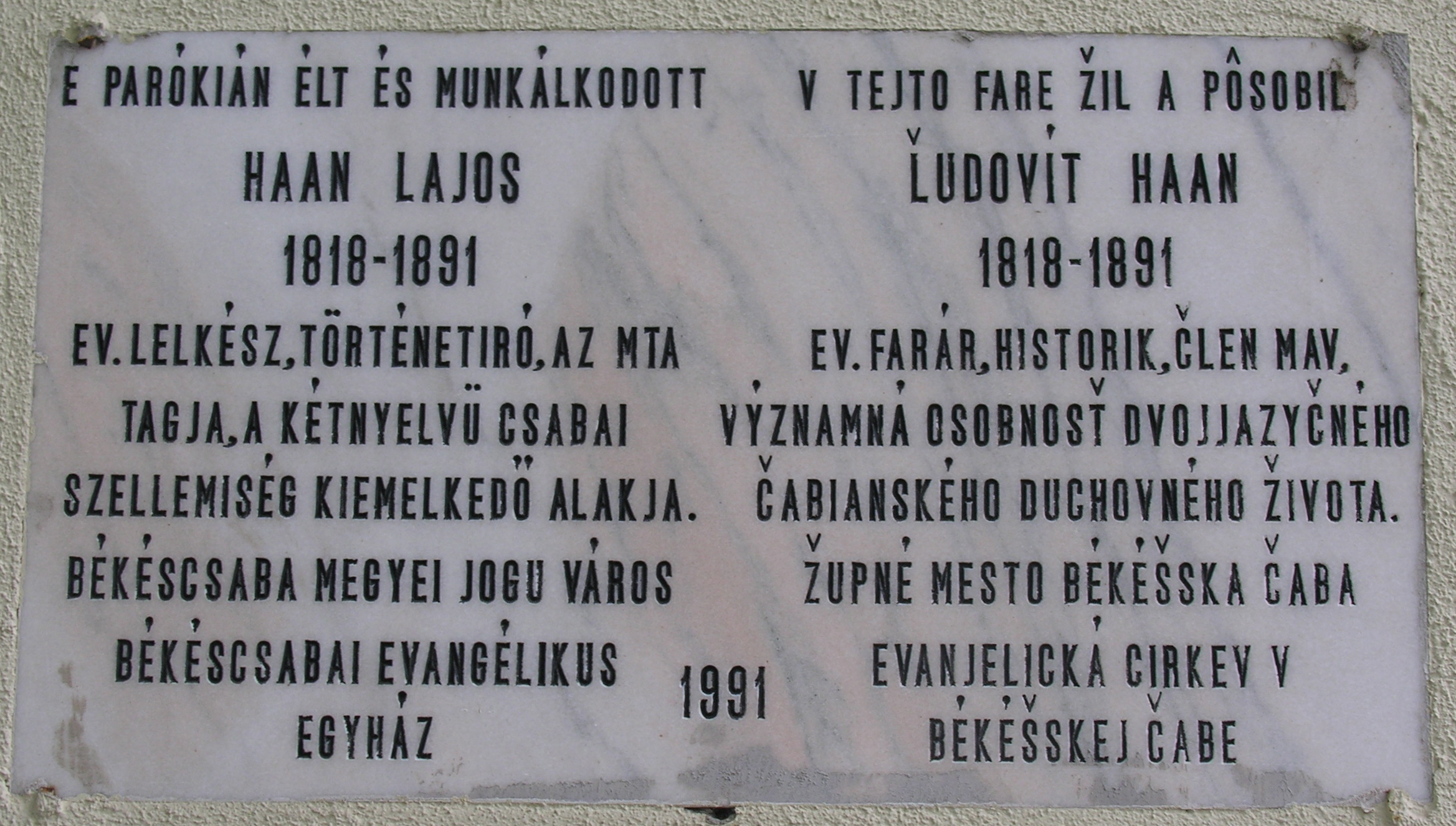
Emléktáblája békéscsabai lakóházán

Haan Lajos (szlovákul Ľudovít Haan) (Sámsonháza, 1818. augusztus 13. – Békéscsaba, 1891. augusztus 12.) evangélikus lelkész,  történetíró, a Magyar Tudományos Akadémia tagja. Haan Antal festőművész bátyja.

## Életpályája
Sámsonházán (Nógrád vármegye) született, ahol atyja, Haan János evangélikus lelkész volt. Egy hónapos korában, 1818. szeptember 12-én a család Békéscsabára költözött, mert apja itt kapott lelkészi állást. Közép- és felső iskoláit Mezőberényben és Eperjesen végezte, 1841-1842-ben külföldi egyetemeken (Jenában, Gothában, Berlinben) tanult teológiát. 1842 őszén Selmecbányára hívták lelkésznek és  tanárnak. 1848-ban Nagylakon lett  lelkész. Mint nemzetőr vett részt a szabadságharcban. 1855-ben Békéscsabán lett lelkész. Később megválasztották Haan Lajost a bányai evangélikus egyházkerület főjegyzőjének. Jelentős egyháztörténeti műveket írt. 1877-ben a Magyar Tudományos Akadémia levelező tagjává választották.
Békéscsabán halt meg, sírja a Kastélyi evangélikus temetőben található. Vele közös sírban nyugszik második felesége is. Sírjának közelében van a Haan család néhány további tagjának, köztük apjának, illetve első feleségének a nyughelye is.

## Főbb művei
- Békés-Csaba mezővárosa hajdani és mostani állapotjáról, Nagyvárad, 1845
- Időszaki tábla a magyar protestáns egyház történetéhez, Pest, 1859 vagy 1860
- Időszaki tábla Magyarország történelméhez, Pest, 1866
- Békés vármegye hajdana I–II., Pest, 1870–1877
- Bél Mátyás, Budapest, 1879 REAL-EOD
- Ó- és Uj-Nagylaknak történetei, 1855
- Jena hungarica, sive memoria hungarorum a tribus proximis saeculis acad. jenensi ad scriptorum, Gyula, 1858
- Dürer Albert családi nevéről, 1878
- Énekes könyv ágostai hitvallású hivek számára, Pest 1870
- Énekes könyv a békés-csabai evangélikus egyház használatára, Arad 1860
- A keresztény egyház történetei, Pest, 1866
- Békés-csaba. A város története a kezdetektől a XIX. század harmadik harmadáig, Békéscsaba, Békés Megyei Közgyűlés Önkormányzati Hivatala, 1991. ISBN 963-04-1255-1
- Hazai evangélikus papokról, tanárokról, tanítókról szóló anekdoták; összeáll., szerk. Bakay Péter; Békéscsabai Evangélikus Egyházközség, Békéscsaba, 2015 (Evangélikus kéziratok)
- "aki tót pap létére is magyar író". Haan Lajos levelei és visszaemlékezései; szerk. Demmel József, Katona Csaba; Výskumný ústav Slovákov v Maďarsku–MTA BTK TTI, Békéscsaba–Budapest, 2017 (Kor/ridor könyvek)
- szerkesztette a magyarországi evangélikus egyház egyetemes névtárát

## Emlékezete
- A békéscsabai szoborsétányon 1970-ben avatták fel mellszobrát (Kiss Kovács Gyula alkotása).
- A békéscsabai evangélikus nagytemplomban vörösmárvány tábla őrzi emlékét.
- Békéscsabán magyar és szlovák nyelvű emléktábla van a házon, ahol lelkészként lakott és alkotott.
- Szintén a megyeszékhelyen utca és tér viseli nevét.
- A róla elnevezett utcában, a Belvárosi Általános Iskola és Gimnázium bejáratánál magyar nyelvű tábla emlékezik meg Haan Lajosról.